# Торгівля навиплат (повість)
«Торгівля навиплат» (англ. Installment Plan) — науково-фантастична повість Кліффорда Сімака, вперше опублікована журналом «Galaxy Magazine» в лютому 1959 року.

## Сюжет
Стів Шерідан очолив торгову експедицію компанії «Центральна торгівля» на планету Ґарсон-4. Планета була розвідана 20 років тому, і розвідники заключили для компанії контракт з місцевими жителями про вирощування для обміну унікальної лікарської рослини «подар» (ісп. podar — чорнослив). Компанія згаяла 20 років на спроби виростити рослину на вже освоєних планетах, але зрештою відрядила місію. Команду Шерідана складали роботи, які заміною мікросхеми з програмою (англ. transmog) могли працювати за різним фахом.
Однак місцеві гуманоїди виглядали менш життєрадісними ніж було описано у звіті розвідників і категорично відмовлялись обмінювати плоди. Вони навіть змінили назву рослини, хоча та тільки покращила лікарські властивості. Шерідан вирішив дочекатись закінчення збору врожаю, який складували у величезні комори, які навчили робити місцевих земні розвідники. Одного разу під час прогулянки він зустрів гуманоїда іншого виду, який запевнив його, що опинився тут випадково для пікніка і загалом зневажливо ставився до місцевих жителів.
Після збору врожаю, Шерідан з роботами навідався у селища, але усі місцеві жителі зникли разом зі своїми пожитками.
Комори для «чорносливу» були порожні, але всередині кожної була невідома машина зруйнована вибухом.
Вочевидь це були машини для телепортації, через які зникли усі плоди та жителі.
Ними пожертвували через неочікувану появу місії землян.
В цей час до Шерідана прибуває робот-інспектор компанії, який повідомляє що невідома компанія «Галактичне підприємство» запропонувала їм «подар» по грабіжницькій ціні.
Шерідан знаходить забутого місцевого жителя при смерті, який повідомляє, що місцеві прийняли пропозицію цієї іншої компанії, оскільки вона пообіцяла їм нову планету де вони житимуть безсмертно.
Розуміючи суть афери, і що тепер десь на невільницькому ринку з'являться десятки тисяч жителів цієї планети, Шерідан відправляє надійного робота з чіпом «дипломата» в штаб-квартиру компанії за військовою підмогою, щоб заявити свої права на планету.